# Rosa Almagro i Ribera de Presas
Rosa Almagro i Ribera de Presas (Barcelona, 14 d'abril de 1920 - Barcelona, 11 de febrer del 2006) va ser una compositora catalana, amb un bon nombre de peces musicals de diferents gèneres: música religiosa, cançons populars, sis sardanes i música melòdica.
Estudià amb el mestre Joaquim Vidal i Nunell al Conservatori del Liceu. Més endavant, composició amb els mestres Joan Duran i Alemany i Josefa Bijuesca.
Va fer recitals de cant de música de repertori i pròpia. L'any 1981 fou convidada a la Paeria de Lleida en un homenatge als poetes Màrius Torres i Josep Estadella i Arnó, de qui musicà força poemes, així com d'altres poetes i de propis.